# Fontana Candida
Fontana Candida è un'area urbana del Municipio Roma VI di Roma Capitale, situata in zona Z. XIV Borghesiana, sul lato sud della via Casilina, all'esterno del Grande Raccordo Anulare, tra le stazioni di Grotte Celoni e Due Leoni-Fontana Candida, lungo il percorso dell'antica via Labicana.

Il fosso di Tor Sapienza la separa, a ovest, dalla frazione di Villa Verde.

## Storia
Costruita alla fine degli anni settanta, nasce come quartiere residenziale con accesso esclusivo per i residenti. Nel corso degli anni il comprensorio decide però di far cessare questa caratteristica di esclusività per permettere al Comune di munire il quartiere di trasporto pubblico anche per la presenza, non lontana, del secondo polo universitario di Roma (Università Tor Vergata) con il suo policlinico.
Il comprensorio è sorto su progetto della CEE (Comunità Economica Europea), come piano di zona 25 in applicazione della legge 167. 
Proprio perché basato su progetto, il quartiere ideato dall'urbanista Marcello Vittorini (http://archiviomarcellovittorini.univaq.it/collections/show/21) si distingue per essere ancora a “dimensione d’uomo” con palazzine a 3 e 5 piani, in strutture semplici e squadrate di cemento, tipo Villaggio Olimpico, ampi spazi verdi, parchi giochi per bambini e campi da tennis. Sono presenti anche una Club House, una piscina comprensoriale, un piccolo centro commerciale per i servizi base (alimentari, bar, tabaccheria ecc.), la parrocchia di San Bernardino, una scuola elementare e una materna.

## Monumenti e luoghi d'interesse
Ai margini sud-orientali del comprensorio si trova l'area denominata “Valle della Morte” proprio per la presenza di catacombe. Come molti altri complessi funerari, anche queste furono realizzate lungo una delle antiche vie consolari, in questo caso la Via Labicana, al X miglio dalla città. All’incrocio con la Via Cavona (attuale Via di Vermicino) la tradizione vuole che furono sepolti, oltre a Zotico, i martiri Ireneo, Giacinto e Amanzio.